# Gansbaai

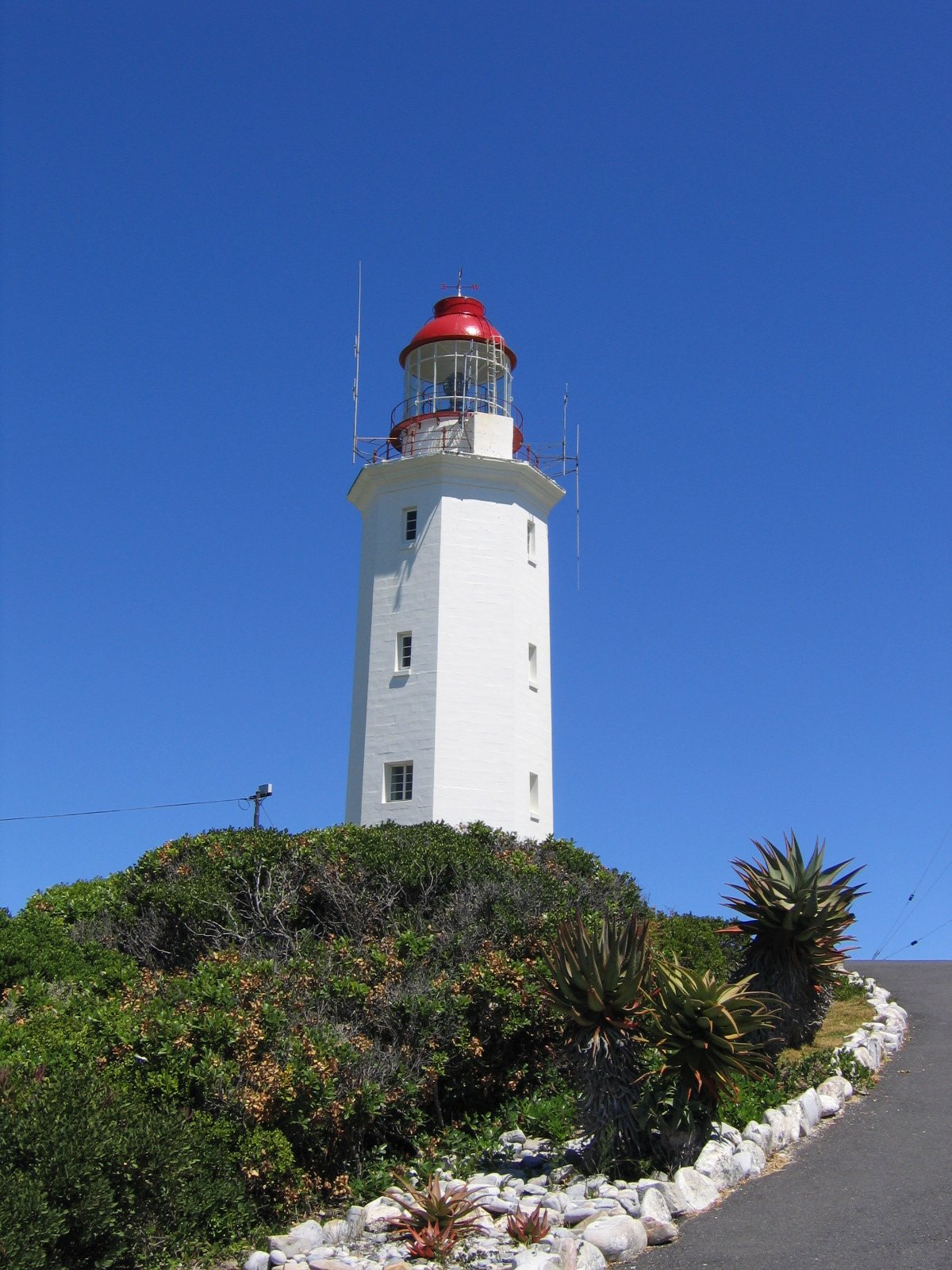
De "Danger Point" lichttoren, nabij Gansbaai

Gansbaai is een dorp met 11.598 inwoners, in de provincie West-Kaap in Zuid-Afrika, zowat 40 km vanaf Hermanus. Het dorp ligt net als Hermanus aan de Walkerbaai en walvissen kunnen dus ook gezien worden. Gansbaai staat ook bekend om de grote witte haai die voorkomt in het nabijgelegen Shark Alley. Gansbaai is in 1881 gesticht.

## Subplaatsen
Het nationaal instituut voor de statistiek, Stats SA, deelt sinds de census 2011 deze hoofdplaats in in twee zogenaamde subplaatsen (sub place), namelijk Die Kelders en Gans Bay SP.

## Scheepswrak
Op 26 februari 1852 liep HMS Birkenhead, een Britse troepentransportschip, met ongeveer 640 personen aan boord op een onbekende rots onder water. Bij deze ramp kwamen 450 mensen om het leven. Het scheepswrak ligt een paar kilometer voor de kust van Gansbaai. In 1895 werd op het vaste land bij de rots, Danger Point, een vuurtoren neergezet om de scheepvaart te waarschuwen voor het gevaarlijke rif. In 1936 werd aan de voet een herdenkingsplaat voor de HMS Birkenhead bevestigd.